# Yo no creo en los hombres (2014)
Yo no creo en los hombres é uma telenovela mexicana produzida por Giselle González para a Televisa e exibida pelo Las Estrellas entre 1 de setembro de 2014 e 15 de fevereiro de 2015 substituindo El color de la pasión e sendo substituída por Que te perdone Dios. 
É um remake da telenovela homônima, produzida e exibida em 1991.
É protagonizada por Adriana Louvier e Gabriel Soto, com atuações estrelares de Alejandro Camacho, Macaria, Luz María Jerez e Cecilia Toussaint e antagonizada por Flavio Medina, Rosa María Bianchi, Azela Robinson, Sophie Alexander e Adalberto Parra.

## Sinopse
María Dolores (Adriana Louvier) é uma mulher humilde e nobre que tem um grande talento, que é confeccionar vestidos de alta costura. Quando seu pai é morto em um assalto, ela tem que assumir a responsabilidade de apoio para sua família. Pouco antes da morte de seu pai, ela tinha parado de trabalhar na oficina de costura, cansada do assédio de Jacinto (Adalberto Parra) seu supervisor. No entanto, María Dolores tem que reconsiderar e retornar à oficina, porque o futuro de sua mãe e sua irmã dependem de seu trabalho. Quando ela decide denunciar Jacinto, conhece Maximiliano Bustamante (Gabriel Soto) um belo e honesto advogado que se oferece a ajudá-la. É nesse momento que nasce uma atração entre os dois, sendo que os mesmos são comprometidos. María Dolores sofre uma enorme decepção com o noivo Daniel (Flavio Medina), quando este se casa com Ivana (Sonia Franco) obrigado pela sua mãe Úrsula (Rosa María Bianchi). Max se apaixona perdidamente por María Dolores e decide terminar seu compromisso com Maleny (Sophie Alexander) que fica louca de ódio já que também foi obrigada pela mãe a se casar com Max, no entanto, ela tem uma relação com Ari (Lenny de la Rosa) escondida do ex-namorado.

## Elenco
| Ator                   | Personagem                    |
| ---------------------- | ----------------------------- |
| Adriana Louvier        | María Dolores Morales         |
| Gabriel Soto           | Maximiliano Bustamante        |
| Flavio Medina          | Daniel Santibáñez             |
| Rosa María Bianchi     | Úrsula de Santibáñez          |
| Azela Robinson         | Josefa Bravo                  |
| Alejandro Camacho      | Claudio Bustamante            |
| Luz María Jerez        | Alma de Bustamante            |
| Macaria                | Esperanza Morales             |
| Sophie Alexander       | Maleny Santibáñez             |
| Cecilia Toussaint      | Honoria                       |
| Fabiola Guajardo       | Isela Ramos Cabrera           |
| Juan Carlos Barreto    | Arrango                       |
| Adalberto Parra        | Jacinto                       |
| Juan Carlos Colombo    | Fermín Delgado                |
| Aurora Clavel          | Consuelo "Chelito"            |
| Estefanía Villareal    | Doris                         |
| Sonia Franco           | Ivana Duval                   |
| Pedro de Tavira        | Julián Delgado Ramírez        |
| Jorge Gallegos         | Orlando                       |
| Eleane Puell           | Clara Morales Garza           |
| Lenny de la Rosa       | Ari                           |
| Jesús Carús            | Leonardo Bustamante Mondragón |
| Elizabeth Guindi       | Susana Duval                  |
| Pablo Perroni          | Gerry                         |
| Adriana Llabrés        | Jenny                         |
| Tizoc Arroyo           | Adrián                        |
| Violeta Isfel          | Nayeli Campos                 |
| Emma Escalante         | Corina Rosas                  |
| José María Negri       | Isidro                        |
| Fernando Larrañaga     | Dr. Medina                    |
| José de Jesús Aguillar | Padre Juan                    |
| Angelina Peláez        | La Abuela                     |
| Jana Raluy             | Marcia Aldama                 |
| Jesús Ochoa            | Marcelo Monterrubio           |
| José Ángel García      | Rodolfo Morales               |
| Milleth Gómez          | Montijo                       |
| Mário Hernández        | El Barras                     |
| Adrián Carreon         | El Parejita                   |
| Rubén Camelo           | Víctor                        |
| Benjamín Islas         | Advogado                      |

## Exibição

### No México
Foi reprisada pelo canal TLNovelas de 27 de abril a 24 de julho de 2020, substituindo La doble vida de Estela Carrillo e sendo substituída por Teresa.

## Audiência
| Horário             | # Eps. | Estreia               | Estreia           | Final                   | Final           | Posição | Temporada   | Classificação geral |
| Horário             | # Eps. | Data                  | Primeiro capítulo | Data                    | Último capítulo | Posição | Temporada   | Classificação geral |
| ------------------- | ------ | --------------------- | ----------------- | ----------------------- | --------------- | ------- | ----------- | ------------------- |
| Segunda—Sexta 18:15 | 121    | 1 de setembro de 2014 | 18                | 15 de fevereiro de 2015 | 21              | #1      | 2014 - 2015 | 17                  |

Estreou com 17.5 pontos. Sua menor audiência é de 11.5, alcançada em 1 de janeiro de 2015. O último capítulo marcou 21 pontos. A trama terminou com média de 16.9 (17) pontos, considerado sucesso, já que sua meta era de 16 pontos.

## Prêmios e Indicações

### Prêmio TVyNovelas 2015[8]
| Categoria                    | Nomeados                                 | Resultado  |
| ---------------------------- | ---------------------------------------- | ---------- |
| Melhor telenovela            | Giselle González                         | Nomeada    |
| Melhor atriz protagonista    | Adriana Louvier                          | Ganhadora  |
| Melhor ator protagonista     | Gabriel Soto                             | Nomeado    |
| Melhor atriz antagonista     | Azela Robinson                           | Nomeada    |
| Melhor ator antagonista      | Flavio Medina                            | Ganhador   |
| Melhor primeira atriz        | Rosa María Bianchi                       | Ganhadora  |
| Melhor atriz co-estelar      | Fabiola Guajardo                         | Ganhadora  |
| Melhor atriz juvenil         | Estefania Villarreal                     | Nomeada    |
| Melhor atriz de reparto      | Cecilia Toussaint                        | Ganhadora  |
| Melhor atriz de reparto      | Macaria                                  | Nomeada    |
| Melhor ator de reparto       | Juan Carlos Colombo                      | Nomeado    |
| Melhor direção de cena       | Eric Morales, Xavier Romero e Luis Vélez | Ganhadores |
| Melhor história ou adaptação | Aída Guajardo e Felipe Ortiz             | Nomeados   |
| Melhor reparto               | Yo no creo en los hombres                | Ganhadora  |

### Prêmio Bravo[9]
| Categoria             | Nominado           | Resultado |
| --------------------- | ------------------ | --------- |
| Melhor telenovela     | Giselle González   | Ganhadora |
| Melhor atriz          | Adriana Louvier    | Ganhadora |
| Melhor ator           | Gabriel Soto       | Ganhador  |
| Melhor vilã           | Azela Robinson     | Ganhadora |
| Melhor vilão          | Flavio Medina      | Ganhador  |
| Melhor primeira atriz | Rosa María Bianchi | Ganhadora |